# The Battle at Elderbush Gulch
The Battle at Elderbush Gulch (även känd som The Battle of Elderbush Gulch) är en amerikansk stumfilms-western från 1913 i regi av D. W. Griffith, med Mae Marsh, Lillian Gish och Lionel Barrymore.

## Handling
Sally (Mae Marsh) och hennes lillasystrar skickas västerut för att besöka sina tre farbröder. De tar också med sig två hundvalpar. I samma diligens finns Melissa (Lillian Gish) med sin make och nya baby. Farbröderna tycker det är trevligt att träffa systrarna men hundarna måste stanna utomhus. Hundvalparna flyr iväg och Sally jagar efter dem. Hon springer till sin fasa ihop med två hungriga indianer som har fångat hundvalparna för att äta upp dem. Det blir bråk, hennes farbröder anländer och i tumultet skjuts en av indianerna till döds. Den andra indianen flyr till sin stam och de går på krigsstigen.
Under tiden har en tårögd Sally övertalat en vänlig själ att bygga en hemlig dörr till stugan så hon kan ta in hundvalparna på natten. Indianerna anfaller byn i närheten och de skrämda nybyggarna springer till den ensliga stugan. I striderna blir Melissas baby fångad av indianerna. Indianerna anfaller stugan precis efter att en av personerna ridit iväg för att varna fortet i trakten.
Indianerna cirklar runt stugan medan nybyggarna gör allt för att slå dem tillbaka. Melissa oroar sig i stugan över vad som hänt hennes baby, men när Sally smyger ut genom den hemliga dörren hittar hon inte bara hundvalparna utan även babyn i armarna på en död indian. När allt ser som mörkast ut anländer kavalleriet och allt slutar lyckligt. Sally får till slut ha hundvalparna inomhus.

## Rollista
| Mae Marsh           | – Sally Cameron               |
| Leslie Loveridge    | – Hittebarn                   |
| Alfred Paget        | – Hittebarnets farbror        |
| Robert Harron       | – Fadern                      |
| Lillian Gish        | – Melissa Harlow              |
| Charles Hill Mailes | – Ranchägare                  |
| William A. Carroll  | – Mexikanen                   |
| Frank Opperman      | – Indianhövding               |
| Henry B. Walthall   | – Indianhövdingens son        |
| Joseph McDermott    | – Hittebarnets fosterförälder |
| Jennie Lee          | – Hittebarnets fosterförälder |
| Lionel Barrymore    | – Nybyggare                   |
| Elmer Booth         |                               |
| Kate Bruce          |                               |
| Harry Carey         |                               |

## Produktion
Filmen spelades in i San Fernando Valley i en westernstad byggd för ändamålet.